# Lamballe
Pour les articles homonymes, voir Lamballe (homonymie).
Lamballe [lɑ̃bal] est une ancienne commune française située dans le département des Côtes-d'Armor en région Bretagne, devenue, le 1er janvier 2016, une commune déléguée de la commune nouvelle de Lamballe,  puis commune déléguée de Lamballe-Armor le 1er janvier 2019.
Le 1er janvier 1973, les communes de Lamballe, Maroué, La Poterie, Saint-Aaron et Trégomar sont réunies en une seule et même commune qui a pris le nom de Lamballe.
Le 1er janvier 2016, la commune nouvelle Lamballe a été créée par fusion de celles de Meslin et de Lamballe qui ont acquis le statut administratif de commune déléguée à cette date.
Le 1er janvier 2019, la commune nouvelle est étendue à Planguenoual et Morieux, qui sont devenues des communes déléguées, et prend le nom de Lamballe-Armor.

## Géographie

### Localisation
Commune située en Bretagne sur la RN 12, entre Rennes à 80 kilomètres et Saint-Brieuc à 20 kilomètres, au bord du Gouessant.

### Villages, hameaux et lieux-dits
- Anciennes paroisses de Maroué, la Poterie, Saint-Aaron et Trégomar.
- Nombreux hameaux et lieux-dits.

### Communes limitrophes
| Planguenoual Andel Coëtmieux           | Saint-Alban Hénansal | Quintenic                   |
| Pommeret                               | Lamballe             | Plédéliac Saint-Rieul Noyal |
| Quessoy Bréhand Landéhen Saint-Trimoël | La Malhoure Penguily | Plestan                     |

### Climat
Du fait de sa situation géographique et de son relief naturel dans une cuvette, Lamballe jouit d'un microclimat avec une faible pluviométrie, assez bien répartie sur l'année et avec un minimum estival. Les données météo de la station météo de Lamballe sur le site Infoclimat nous informe d'une moyenne annuelle des températures de 2006 à 2023 de 11,9 °C.Les étés sont relativement chauds. Les températures moyennes maximales de juillet et août sont de 23 °C à 24 °C. Les précipitations annuelles sont en moyenne de 677 mm soit nettement inférieures à la moyenne annuelle de la Bretagne de 950 mm. L'ensoleillement est moyen, autour de 1 700 heures par an. L'année la plus sèche a été observée en 1989 avec 441,5 mm et le mois le plus sec en juillet 2022 avec 1 mm.

## Toponymie
Attestée sous la forme Lambala en 1083 dans une charte latine du prieuré de Saint-Martin de Lamballe et sous les formes latines Lambaulum ou Lambalum, Lambalia à partir 1211.
Lamballe vient du breton lann (monastère), suivi du nom de saint Pal (Saint Paul Aurélien).
À l'instar de quelques autres grandes villes de Haute-Bretagne, la localité est aussi connue en breton sous le nom traditionnel de Lambal, et plus rarement Lambala. C'est la première forme qui est aujourd'hui utilisée et affichée,.
Le nom en Gallo est Lanball.

## Histoire

### Préhistoire
La région est habitée depuis l'âge du bronze comme le laisse penser la présence du menhir de Trégomar.

### Moyen Âge
En 1084, Geoffroy Botherel I fonde le prieuré Saint-Martin par donation de terres à l'abbaye de Marmoutier, le texte de la donation mentionne pour la première fois le nom de Lamballe. Le bourg des moines, rattaché au prieuré, se serait alors développé entre le Gouessant et les constructions fortifiées du Comte Geoffroy Botherel.
Conan, fils du comte de Lamballe, prit part à la première croisade (1096-1099).
Un incendie provoqué par la foudre détruit une grande partie de la ville en 1436.
Lamballe a été la capitale du duché de Penthièvre, et est citée pour avoir participé à la révolte des Bonnets rouges ou révolte du papier timbré survenue en 1675.

### Révolution française
Alors que les États généraux sont convoqués, les députés de Lamballe approuvent la formulation du cahier de doléances rédigé en commun par les États de Bretagne, le 13 décembre 1788. Lorsque ces États sont réunis et prennent l’initiative d’un changement de régime, la ville accueille avec enthousiasme les nouvelles de Paris : réunion du clergé et du Tiers-État en Assemblée nationale constituante, prise de la Bastille. La municipalité, elle aussi favorable aux changements qui s’annoncent, fait prêter à la population réunie sur le champ de Mars et à la garnison (un bataillon du régiment du Poitou) serment de fidélité au roi et à la Nation, le 24 juillet 1789. La garde nationale rassemble 292 hommes dès le 2 août 1789. Elle prête en commun avec la garnison serment de fidélité au roi et à la Nation, selon la formule élaborée par l’Assemblée, le 23 août. Enfin, la municipalité se dissout solennellement en janvier 1790, avec l’élection de la première municipalité du nouveau régime.
La ville bénéficie particulièrement de la Révolution, puisqu’elle est désignée pour être le chef-lieu du district de Lamballe en 1790, fonction qu’elle perd en 1800.

### LeXIXesiècle
Le Haras de Lamballe occupe un parc de 6 hectares au cœur de la ville depuis 1825.
La gare de Lamballe est mise en service par la compagnie des chemins de fer de l'Ouest, le 7 septembre 1863, lors de l'inauguration de la section de Rennes à Guingamp de la ligne de Paris à Brest.
Le monument aux morts de Lamballe porte les noms de 11 soldats morts pour la France pendant la Guerre de 1870.

### LeXXesiècle

#### La Première Guerre mondiale
Le monument aux morts de Lamballe porte les noms de 191 soldats morts pour la France pendant la Première Guerre mondiale. Le carré militaire du cimetière de Lamballe contient 19 tombes de soldats non originaires de Lamballe, mais décédés dans cette ville, probablement parce qu'ils y étaient hospitalisés.
Pierre-Marie Régnier, né en 1876 à Lamballe, soldat au 80e régiment d'infanterie territoriale, fut fusillé pour l'exemple le 22 août 1915 à Westvleteren (Belgique) pour « homicide avec préméditation ».

#### La Seconde Guerre mondiale
Le monument aux morts de Lamballe porte les noms de 29 personnes mortes pour la France pendant la Seconde Guerre mondiale. Par ailleurs, Pierre Alie, caporal faisant partie des Troupes françaises d'occupation en Allemagne, fut tué le 2 octobre 1945 lors du déraillement d'un train à Legelshurt (Allemagne).
Yves Charpentier, né le 6 août 1922 à Lamballe, résistant membre du bataillon Gilles dans le maquis du Nid Rouge à Gouray, qui faisait partie du Front national, un groupe FFI, fut fusillé par les Allemands le 10 juillet 1944 dans le bois de Malaunay à Ploumagoar. Quatre cheminots de Lamballe (Marcel Biard, Aristide Helbert, René Paunot, Henri Soulabaille) ont été tués pour faits de guerre ou sont morts en déportation.

#### L'après-Seconde-guerre-mondiale
En 1947, plusieurs arrestations des participants au complot du Plan Bleu ont lieu à Lamballe.
Six soldats originaires de Lamballe sont morts pendant la guerre d'Indochine et un, Michel Quioc, pendant la guerre d'Algérie.
La commune s'associe avec Saint-Aaron, La Poterie, Maroué et Trégomar en 1972. En 2016, la commune de Meslin devient une commune déléguée de Lamballe.

## Urbanisme
Le secteur sud, traversé par la RN 12 et où est implantée la gare SNCF, bénéficie d’une dynamique urbaine importante avec des équipements municipaux : salle municipale, ateliers, quartiers Saint-Lazare et un centre de formation (école de Beaulieu, école Saint-Joseph, lycée Saint-Joseph), ainsi que le centre commercial E. Leclerc et une zone industrielle en préparation.
Un vaste secteur nord/nord-est, ouvert, quant à lui sur le Grand Lamballe. Ainsi, la présence de l'important lycée Henri-Avril (sections générales et professionnelles), du stade et du plan d'eau participent à l'attractivité de cette zone, très clairement orientée sur la culture et la détente. Le quai des Rêves et la piscine municipale font de ce secteur nord-est un nouveau centre de Lamballe. La gare routière sert d'ouverture sur le Grand Lamballe, là où la gare SNCF sert d'ouverture sur la Bretagne en général.
Enfin, un secteur centre, où l'activité reste régulière. La présence du collège Gustave-Téry, la dynamique des nouveaux magasins, les animations locales, la bibliothèque, le haras national font du centre de Lamballe un centre actif et disposant de nombreux éléments faisant écho aux secteurs périphériques (Bibliothèque ↔ quai des Rêves), jusqu'aux villes du Grand Lamballe (Haras ↔ Centre équestre de la Poterie). La place du Marché correspond donc au centre de la ville, faisant presque de la Maison du Bourreau (musée Mathurin-Méheust) le cœur de Lamballe, devant même la mairie !

## Politique et administration

### Liste des maires
| Période      | Période      | Identité                | Étiquette | Qualité                                                                         |
| ------------ | ------------ | ----------------------- | --------- | ------------------------------------------------------------------------------- |
| janvier 2016 | janvier 2019 | Loïc Cauret (1953- )    | PS        | Cadre et représentant syndical Président de Lamballe Terre et Mer (2017 → 2020) |
| janvier 2019 | juillet 2020 | Lydie Philippe          |           | Adjointe administrative principale à la DDTM                                    |
| juillet 2020 | En cours     | Laurence Urvoy (1969- ) |           | Secrétaire administrative                                                       |

### Jumelages
Lamballe est jumelée avec la commune portugaise d'Oliveira do Bairro.

## Population et société

### Démographie
L'évolution du nombre d'habitants est connue à travers les recensements de la population effectués dans la commune depuis 2014. À partir du 1er janvier 2009, les populations légales des communes sont publiées annuellement dans le cadre d'un recensement qui repose désormais sur une collecte d'information annuelle, concernant successivement tous les territoires communaux au cours d'une période de cinq ans. 
Pour les communes de plus de 10 000 habitants les recensements ont lieu chaque année à la suite d'une enquête par sondage auprès d'un échantillon d'adresses représentant 8 % de leurs logements, contrairement aux autres communes qui ont un recensement réel tous les cinq ans,.
En 2014, la commune comptait 13 304 habitants.
| 2014   |
| ------ |
| 13 304 |

## Économie
Le secteur sud-est, principalement ouverte sur l'est de Lamballe, compte plusieurs centres commerciaux à échelle locale : Intermarché HYPER à l'entrée sud-est de la ville ainsi que les autres centres commerciaux locaux (Distri-Center) mais également sportifs et culturels (Centre Louis Hingant, Art'L…). Il existe une facilité d'accès à la gare SNCF et au lotissement de Beaulieu. Le secteur est donc plus local, mais tend également à s'ouvrir sur l'extérieur pour attirer les communes avoisinantes (Plestan, Noyal…).
Le secteur ouest est principalement industriel. Le centre commercial Carrefour Market est plus rapproché du centre que les autres centres commerciaux. Plus loin, on trouve de grandes entreprises, comme la Cooperl (principal abattoir de la région et employant en 2011 au total 4 300 personnes), les carrosseries Labbé ou le Gouessant, qui participent largement à l'économie de la ville. Le quartier industriel de Lamballe est le plus proche de Saint-Brieuc.

## Culture locale et patrimoine

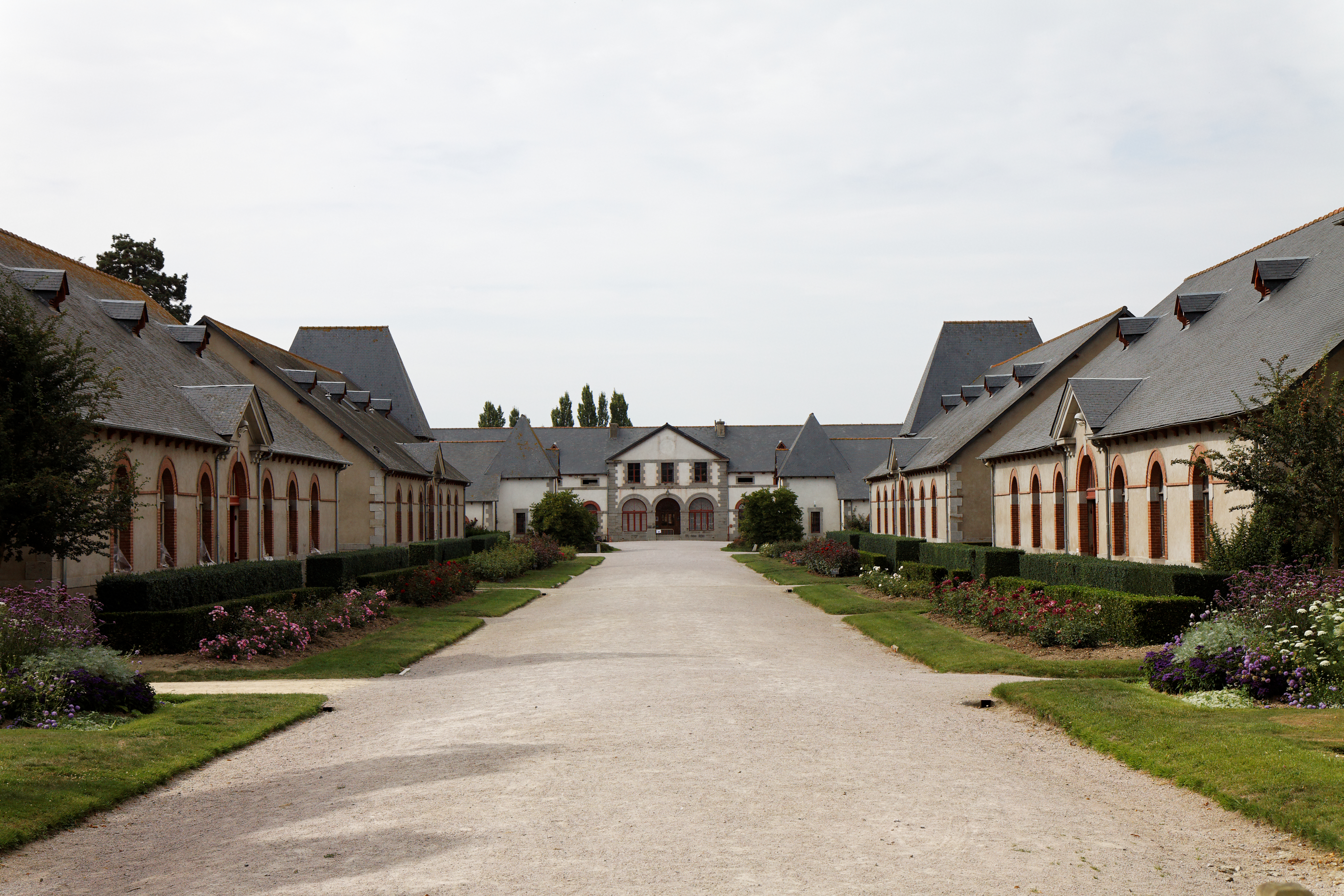
Vue des haras nationaux.

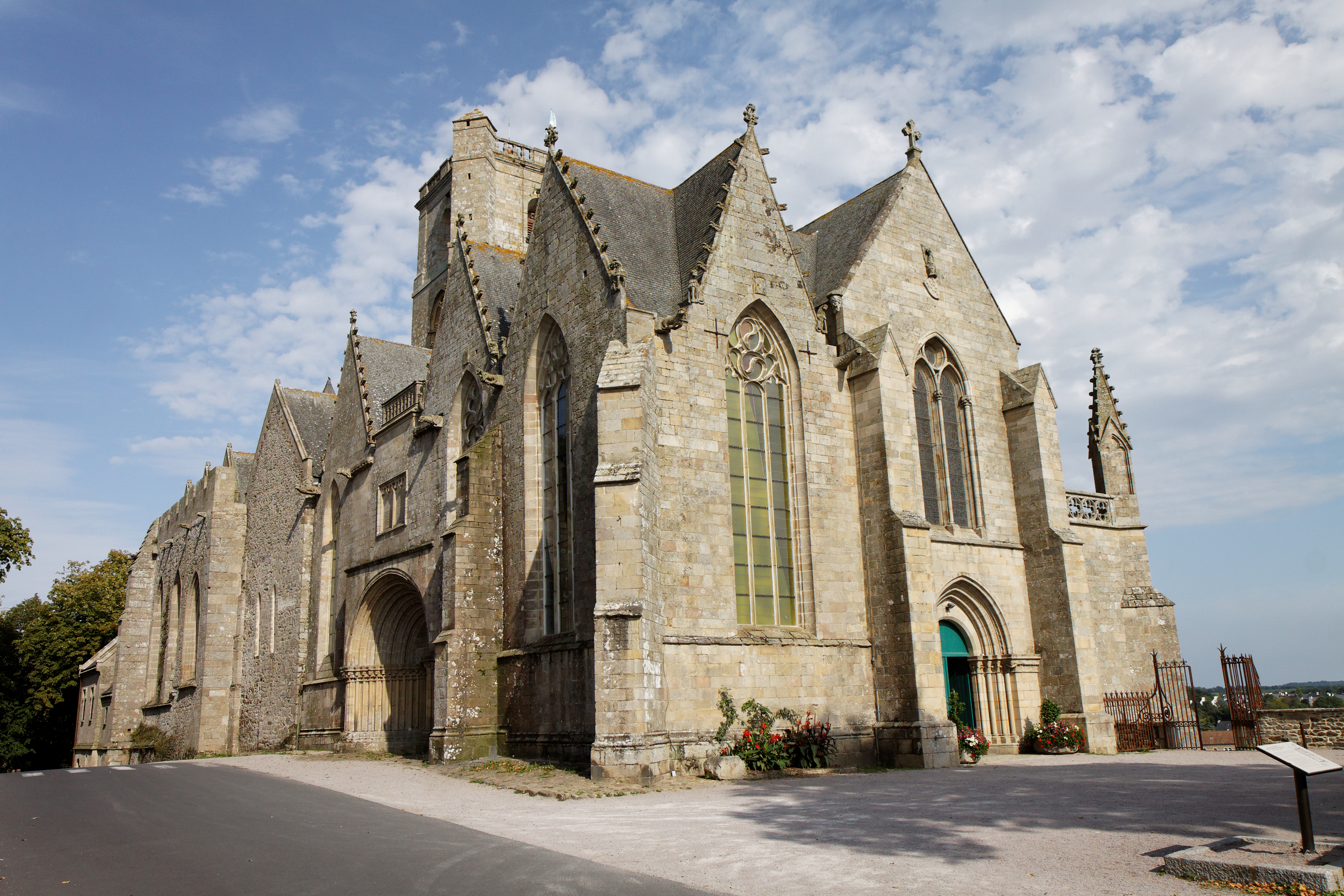
Collégiale Notre-Dame.

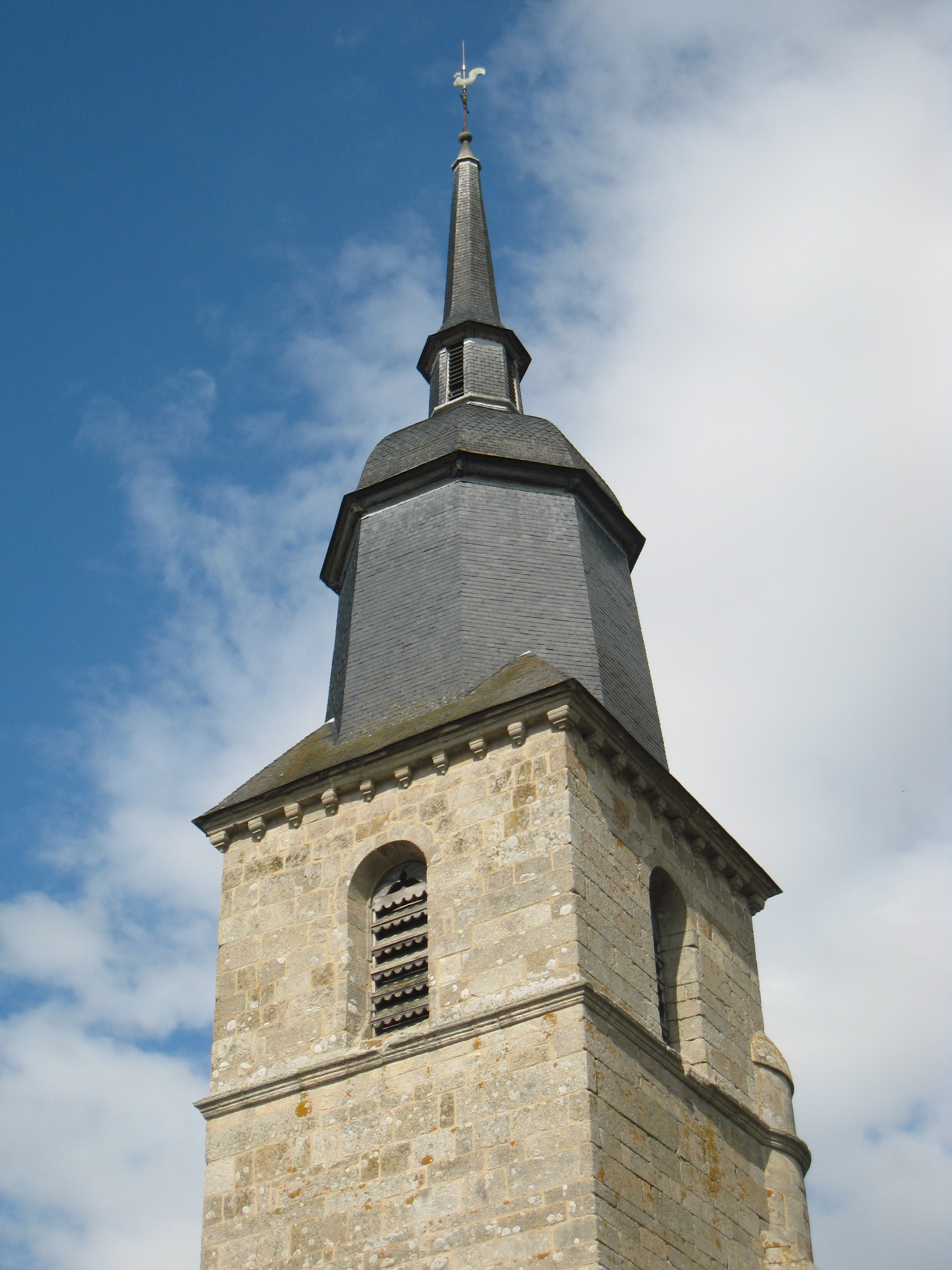
Clocher de l'église Saint-Martin.

### Lieux et monuments

#### Monuments historiques
La commune compte dix-neuf lieux et monuments classés ou inscrits au titre des monuments historiques recensés à l'inventaire général du patrimoine culturel.
- Le Menhir de Guihalon, ancienne commune de Trégomar,  Classé MH (1965, classement par arrêté du 28 décembre 1965).
- L'allée couverte du Chêne-Hut, ancienne commune de Saint-Aaron,  Classée MH (1963, classement par décret du 17 janvier 1963).
- Le Haras national de Lamballe,  Inscrit MH (2015, les façades et toitures de tous les bâtiments construits avant la première Guerre mondiale, l'écurie no 10 en totalité, le parc pour son sol d'assiette, ses murs, clôtures et portails).
- La collégiale Notre-Dame,  Classée MH (1848, 1862, classement par avis de classement du 2 août 1848 et liste de 1862).
- L'église Saint-Martin,  Classée MH (1907, classement par arrêté du 16 septembre 1907).

Elle renferme trois pièces du sculpteur Yves Corlay (1700-1778), architecte sculpteur de renom : la chaire, statues de saint Pierre et de saint Martin (vers 1760).
Les décors rinceaux et arabesques sont du peintre briochin, Raphaël Donguy.
- L'église Saint-Jean,  Inscrite MH (1925, Clocher : inscription par arrêté du 7 décembre 1925).
- Le château de la Moglais, lieu-dit de la Poterie,  Inscrit MH (2011, Inscrit MH partiellement).
- La maison dite du Bourreau devenue le Musée Mathurin-Méheut,  Classée MH (1909, 1964, Façade sur la place, classement par arrêté du 22 novembre 1909 - Façade sur la rue, ensemble des toitures, classement par arrêté du 1er juin 1964).
- Le moulin de Saint-Lazare,  Inscrit MH (1997, inscription par arrêté du 7 septembre 1977).

#### Autres lieux et monuments
- Le musée de la Poterie au village de la Poterie.
- Les Landes de la Poterie, classé en site d'importance communautaire (SIC) par le réseau Natura 2000 sur le territoire de l'ancienne commune de la Poterie[43].
- La chapelle Notre-Dame de Maroué (ou du Breil) au village de Maroué, connue dès 1128, possédait jusqu'en 1829, un portail remarquable orné des sept saints de Bretagne. Le prêtre d'alors jugea bon d'en mettre l'architecture au goût du jour. Un Pardon annuel trouvait son origine en 1420 dans un vœu, exaucé, de délivrance de la peste. Une charte de l'année 1217 mentionne la chapelle de la Bienheureuse Marie du Breil. Au début du XIXe siècle, la maîtresse vitre du XVe siècle et le lambris de 1631 existaient encore. L'ancien portail sert de remblai aux fondations à la tour de l'église de Maroué. La chapelle est reconstruite en 1877. Charles de Blois fit don à Notre-Dame de Lamballe d'un reliquaire, contenant une côte de saint Yves, qui fut déposé dans la chapelle. En 1363, Charles de Blois accomplissant un vœu, le porte lui-même, pieds nus, jusqu'à cette église.

Lamballe est une ville fleurie ayant obtenu en 2007 trois fleurs au concours des villes et villages fleuris.

### Personnalités liées à la commune
- Marie de Beaucaire, baronne de Rié, princesse de Luxembourg-Martigues, duchesse de Penthièvre, épouse de Sébastien de Luxembourg-Martigues, met au monde sa première fille, Marie de Luxembourg au château de Lamballe, le 15 février 1562
- Armand Tuffin de La Rouërie (1751-1793), héros de la Guerre d'indépendance des États-Unis et l'un des chefs de la Conjuration bretonne.
- Théophile de Cargouet de Ranléon, ancien maire de Maroué, mort à Lamballe en 1908.
- Gaston de La Guerrande, châtelain de Kerrozen, chevalier de la Légion d'honneur, né le 30 avril 1864 à Maroué, mort le 18 mars 1965 à Maroué  à l'âge de 100 ans, ancien maire de Maroué de 1888 à 1939.(Il fut élu le plus jeune maire de France à l'âge de 21 ans et resta maire pendant 51 ans).
- Mathurin Méheut (1882]-1958), artiste-peintre.
- Fabien Fabiano (1883-1962), peintre et illustrateur.
- Yann Sohier y a habité entre 1912 et 1918.
- Fernand Labbé, maire de 1971 à 1995 et créateur-dirigeant de l'entreprise de carrosserie éponyme, aujourd'hui filiale du groupe Gruau (basé à Laval en Mayenne) et no 1 européen dans son domaine.
- Mongo Beti (1932-2001), écrivain camerounais a été professeur au lycée Henri-Avril de Lamballe en 1959.
- Gustave Téry (1870-1928), né à Lamballe. Journaliste et écrivain. Un collège porte son nom dans la commune.
- Augusto Pinochet (1915-2006), général et dictateur qui renversa, le 11 septembre 1973, le gouvernement de Salvador Allende au Chili, est issu d'une famille de Lamballe.
- Lamballe est le siège de Armor Magazine créé en 1969 par Yann Poilvet.
- La famille de Brosse et en particulier Jean III de Brosse, duc d'Étampes, gouverneur de Bretagne dont les armes figurent sur les quartiers 1 et 4 du blason de la ville.
- Stéphane Bré (né en 1966), arbitre international français, réside à Lamballe.
- Marie-Louise de Savoie-Carignan (1749-1792), princesse de Lamballe, était une des amies de Marie-Antoinette et fut victime des massacres de Septembre 1792, sa tête promenée au bout d'une pique. Elle n'était jamais venue à Lamballe de toute sa vie.
- Henri Avril (1888-1949), professeur, fondateur du lycée public de Lamballe, député de 1919 à 1924. résistant, il fut nommé président du Comité départemental de libération.
- Marcel Proust (1871-1922), écrivain français, cite Lamballe dans le premier tome Du côté de chez Swann de son œuvre À la recherche du temps perdu lorsque son narrateur-personnage se remémore ses souvenirs de Bretagne : « le doux Lamballe qui, dans son blanc, va du jaune coquille d'œuf au gris perle ».
- Yannick Pelletier (né en 1948), écrivain, spécialiste de Louis Guilloux, enseigna au lycée Henri Avril
- Gilles Lamiré, skippeur professionnel, est né à Lamballe en 1970.
- Julien Simon (né en 1985), cycliste professionnel, réside à Lamballe.

### Héraldique
| Blason | Blasonnement : Écartelé : au premier et au quatrième d'azur aux trois gerbes de blé liées de gueules (qui est de Brosse , au deuxième et au troisième d'hermine à la bordure de gueules. |

Ces armes signalent l'union de Jean II de Brosse et de Nicole de Châtillon le 18 juin 1437. Jean de Brosse est le fils du maréchal de Boussac qui a combattu aux côtés de Jeanne d'Arc durant le siège d'Orléans. Nicole de Châtillon est la descendante de Guy VII de Penthièvre qui, le premier, donna à la vicomté de Limoges ses armes de Bretagne à la brisure de gueules.

### Langue bretonne
Son nom traditionnel en breton est Lambala ou Lambal, venant de « lan » (monastère) et de saint Paol (saint Pol).
Les bretonnants connaissaient Lamballe pour ses fèves multicolores et les techniques des Lamballais à faire des talus de qualité.

#### Proverbes bretons sur Lamballe
Fao bras, fao Lambala (1732).
Cleuzéryen Lambal (surnom des Lamballais en breton) les talusiers de Lamballe.
Faô ruz ha faô briz / sétu briskez al Lan-Bâliz (Fèves rouges et fèves bariolées / Voici les bricoles des Lamballais).
Ur mailh eo ul Lambalad / Evid ober kleuzioù mâd. (un homme capable est le Lamballais pour faire de bons talus).
Ur mailh eo ul Lambalad evit ober cleuzyou névez.